# Tort świętego Honoriusza
Tort świętego Honoriusza (fr. gâteau saint honoré) – ciasto wymyślone w 1847 roku przez paryskiego cukiernika Chibousta, właściciela cukierni o tej samej nazwie, znajdującej się w Paryżu.

## Historia
Zainspirowany daniem Borderlais Chiboust stworzył deser, który składał się początkowo z brioszki wypełnionej crème pâtissière. Zauważono, że brioche, która z natury jest gąbczasta, wchłania krem i szybko się zapada. W 1863 roku Auguste Julien ulepszył przepis i zastąpił brioszkę okręgiem z ciasta francuskiego lub kruchego, na którym umieścił kulki z ciasta parzonego wypełnione i pokryte kremem Chiboust lub Chantilly, które są mieszanką crème pâtissière i bezy.

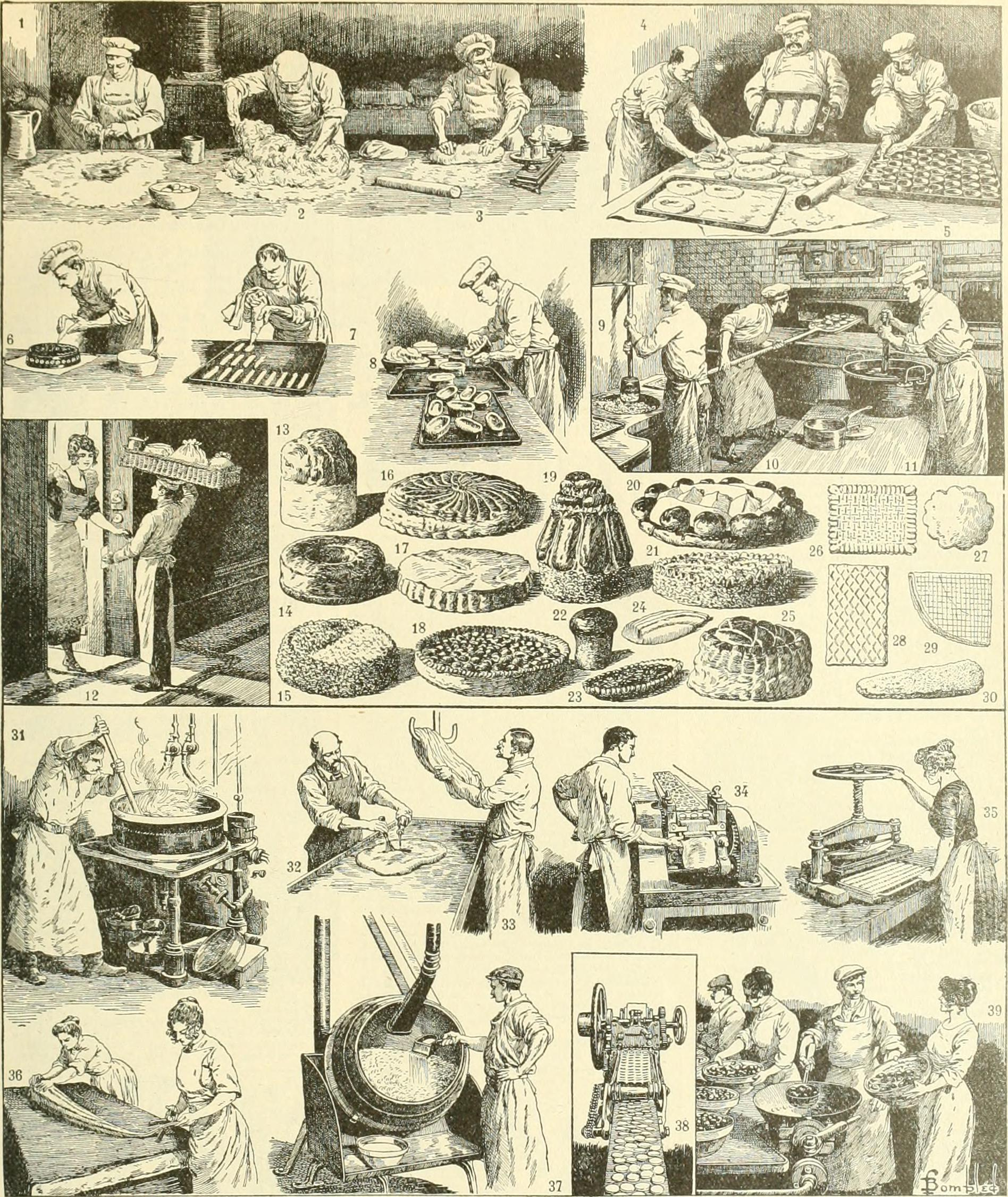
Ilustracja ze słownika encyklopedycznego pod redakcją Claude’a Augé ze strony o cukiernictwie. Przy numerze 20 – Saint-Honoré gâteau

Nazwa może nawiązywać do świętego Honoré, patrona piekarzy i ósmego biskupa Amiens lub do ulicy Saint Honoré, przy której znajdowała się cukiernia Chiboust.